# 土鈴
土鈴（どれい）は、粘土を焼成して作られた土製（やきもの）の鈴。

## 歴史・概要
縄文時代の遺跡や古代の祭祀遺跡から発見される。土笛や石笛と同様、小林達雄の定義する機能や用途が正確に特定できない「第二の道具」に属する楽器である。
縄文時代の土鈴には穴が全く無いものがある。穴が無いと焼成時に中の空気が膨張して破裂することがあるが、内部を空洞にするため相対する半球を二つ作り、土製または小石、豆類を用いた丸玉を内部に入れて密閉したと考えられている。粒の粗い砂の混じった粘土では砂粒の間から空気が自然と抜け、実験では焼成しても破裂しないことが確認されている。
そのほかに以下のような作り方もある。
1. 粘土で鈴の中に入れる丸玉を作る。
2. その丸玉を枯れ草や新聞紙などでくるむ。
3. その上に粘土を貼り付けていって球形にし、一部分の粘土を取り除いて小さな孔や切れ込みをつくり、そこからは草や新聞が見えるようにする。この穴と切れ込みは、中にくるんだ丸玉より大きくてはいけない。
4. これを焼成する。中の小さな丸玉と外側の球形だけが土器として残り、枯草や新聞紙は灰として小さな孔や切れ込みから取り除くことができる。

こうして、中空の中に小さな丸玉が入った鈴ができあがる。鈴の孔や切れ込みは、音の響きを外にきかせる機能のほかに、こうした制作上の理由もあると考えられる。
郷土玩具や魔除け、縁起ものとして、江戸時代以降に作られるようになった素焼きに絵付けをした土鈴もある。英彦山神宮（福岡県）参詣者が購入する「がらがら」は鎌倉時代初めに起源があると伝承されている。製法は産地や作家によって異なるが、量産する場合は、あらかじめ中空になるように考えて作った型を半分に割った2つの木型に粘土を押し付けて外身をつくり、ある程度乾燥させてから中に丸玉を入れて貼りあわせ、そして焼成して鈴の形状が作られる。

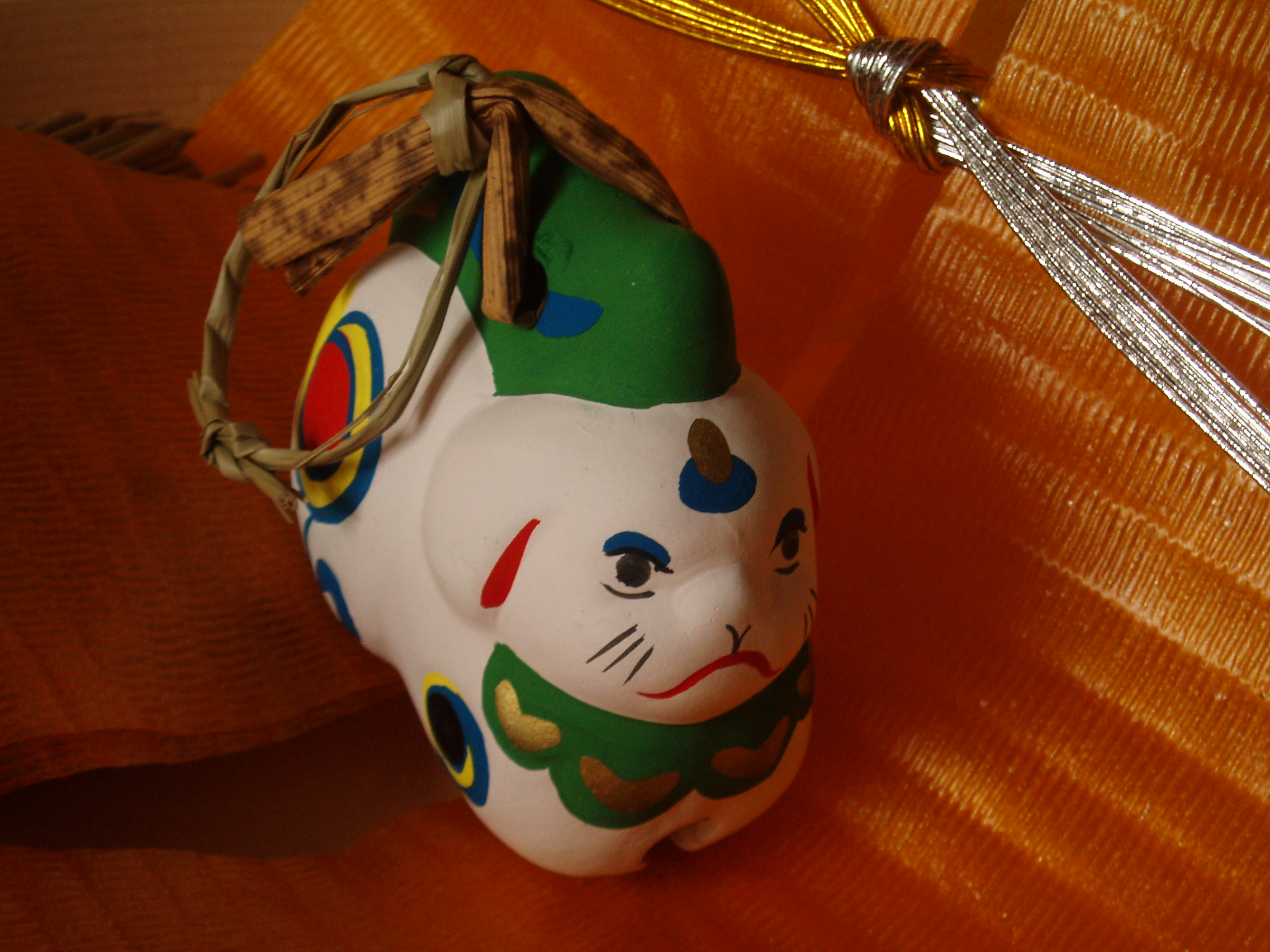
縁起物として干支をかたどった土鈴
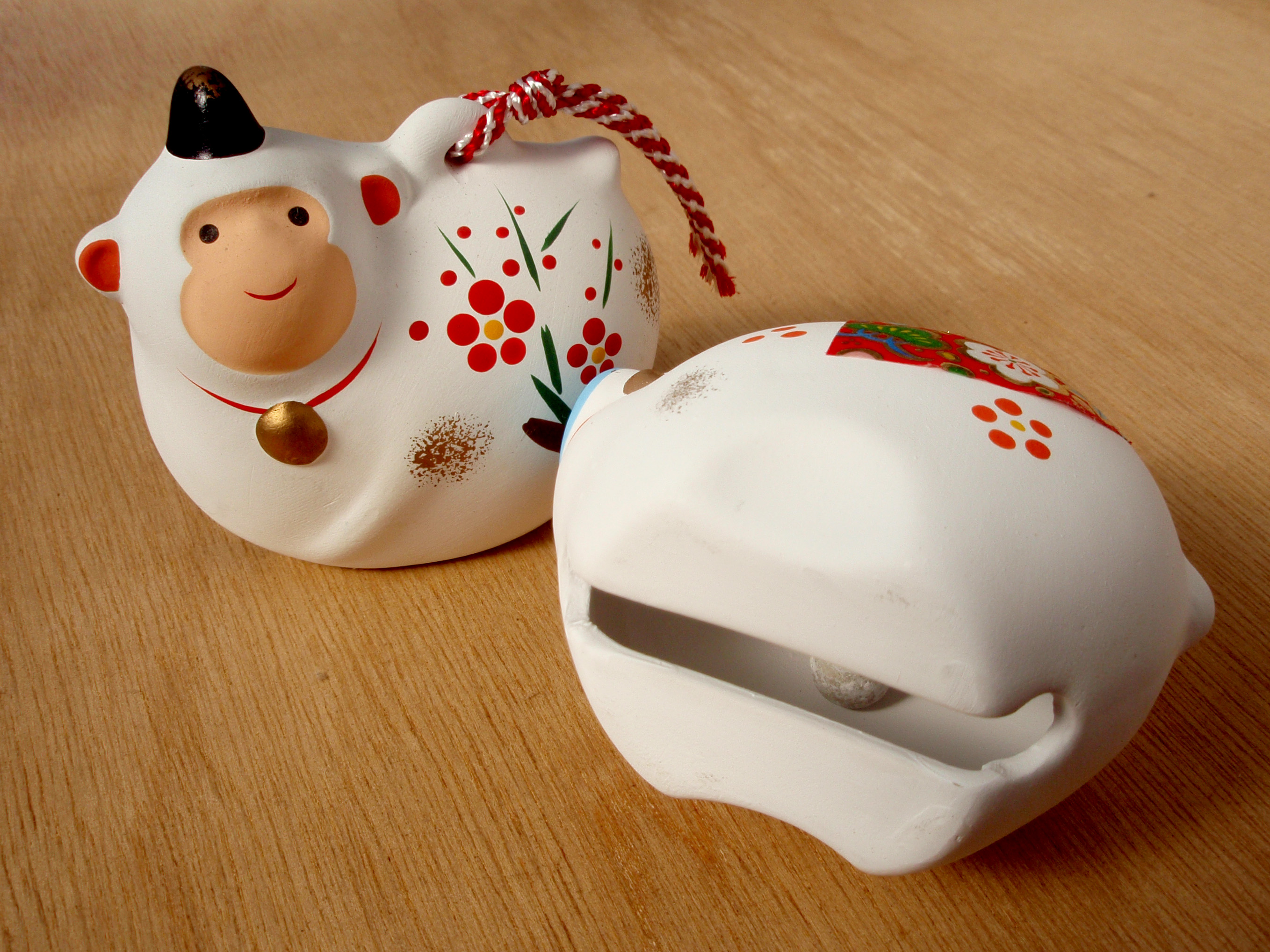
裏に鈴の割れ目がある干支土鈴
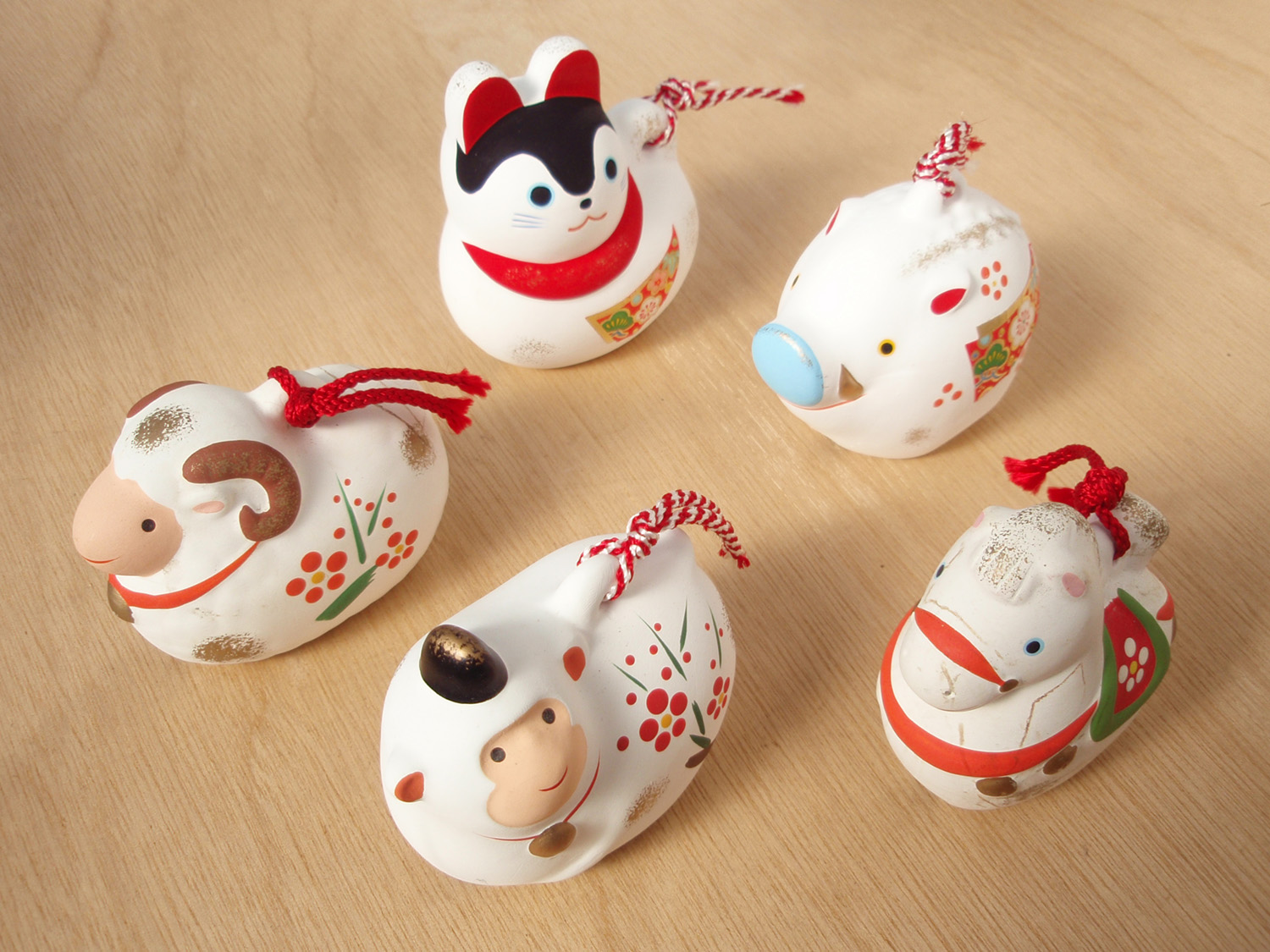
様々な土鈴